# Лендєл Тарас Іванович
Лендєл Тарас Іванович (19.02.1990 року народження. Народжений у місті Свалява Закарпатської області Української РСР) — науковець, кандидат технічних наук, доцент кафедри І. І. Мартиненка Національного університету біоресурсів і природокористування України, лауреат премії Президента України для молодих вчених, лауреат премії Київського міського голови за особливі досягнення молоді у розбудові столиці України - міста-героя Києва, стипендіат Кабінету Міністрів України для молодих вчених.

## Біографія
Народився 19 лютого 1990 року у місті Свалява Закарпатської області Української РСР.
У 2006 році закінчив із золотою медаллю Свалявську гімназію.
У 2011 році закінчив з відзнакою Національний університет біоресурсів і природокористування України за спеціальністю «Автоматизоване управління технологічними процесами» освітньо-кваліфікаційного рівня «Магістр».
Лендєл Т.І. кандидат технічних наук з 2016 року. Дисертацію захищено 29 березня 2016 року у спеціалізованій вченій раді Національного університету біоресурсів і природокористування України. Отримано  диплом кандидата технічних наук.
Основні етапи науково-педагогічної діяльності у закладах вищої освіти:
- 16.04.2015  – 01.03.2017 – асистент кафедри автоматики та робототехнічних систем ім. акад. І. І. Мартиненка;
- 01.03.2017 – 01.02.2019 – старший викладач кафедри автоматики та робототехнічних систем ім. акад. І. І. Мартиненка;
- 01.02.2019 – до цього часу – доцент кафедри автоматики та робототехнічних систем ім. акад. І. І. Мартиненка.
26 листопада 2020 р. присвоєно вчене звання доцента.

## Напрям наукового дослідження
Розробка комп’ютерно-інтегрованих систем керування технологічними параметрами в спорудах закритого ґрунту. Робота над створенням методів енергоефективного керування електротехнічними комплексами для забезпечення параметрів мікроклімату у спорудах закритого ґрунту з урахуванням особливостей рослин. Впровадження сучасних комп’ютерно-інтегрованих технологій для керування технологічними процесами в біотехнічних об’єктах, при цьому системи автоматизованого керування реалізуються мікропроцесорними засобами із можливим їх об’єднанням глобальною Інтернет мережею (принцип «Інтернет речей»).

## Науковий доробок
Створено понад 90 публікацій, серед яких 5 монографій, 25 патентів на корисну модель, 3 авторські свідоцтва, понад 35 наукових статтей.

## Відзнаки
Лауреат премії Президента України для молодих вчених за наукову роботу "Енергоефективні системи у спорудах закритого ґрунту" (Витяг з Указу Президента України №458/2017).
Лауреат премії Київського міського голови за особливі досягнення молоді у розбудові столиці України - міста-героя Києва (Розпорядження міського голови від 21 травня 2019 року № 436 ).
Стипендіат Кабінету Міністрів України для молодих вчених (постанова Комітету з Державних премій в галузі науки і техніки від 06 листопада 2020 року № 6).